# Europamästerskapen i friidrott 2024 – Herrarnas diskus
Herrarnas diskus vid europamästerskapen i friidrott 2024 avgjordes den 7 juni 2024 på Olympiastadion i Rom i Italien.
Guldet togs av slovenske Kristjan Čeh efter ett kast på 68,08 meter. Silvret togs av österrikiske Lukas Weißhaidinger och bronset togs av litauiske Mykolas Alekna.

## Rekord
| Rekord inför EM 2024 | Rekord inför EM 2024 | Rekord inför EM 2024 | Rekord inför EM 2024  | Rekord inför EM 2024 |
| -------------------- | -------------------- | -------------------- | --------------------- | -------------------- |
| Världsrekord         | Mykolas Alekna (LTU) | 74,35 m              | Ramona, Oklahoma, USA | 14 april 2024        |
| Europarekord         | Mykolas Alekna (LTU) | 74,35 m              | Ramona, Oklahoma, USA | 14 april 2024        |
| Mästerskapsrekord    | Mykolas Alekna (LTU) | 69,78 m              | München, Tyskland     | 19 augusti 2022      |
| Världsårsbästa       | Mykolas Alekna (LTU) | 74,35 m              | Ramona, Oklahoma, USA | 14 april 2024        |
| Europaårsbästa       | Mykolas Alekna (LTU) | 74,35 m              | Ramona, Oklahoma, USA | 14 april 2024        |

## Program
Alla tider är lokal tid (UTC+1)
| Datum       | Tid   | Omgång |
| ----------- | ----- | ------ |
| 7 juni 2024 | 09:35 | Kval   |
| 7 juni 2024 | 21:00 | Final  |

## Resultat

### Kval
Kvalregler: Kast på minst 66,00 meter 0Q0 eller de 12 friidrottare med längst kast 0q0 gick vidare till finalen.
| Placering | Grupp | Namn                 | Nationalitet   | #1    | #2    | #3    | Distans | Noteringar |
| --------- | ----- | -------------------- | -------------- | ----- | ----- | ----- | ------- | ---------- |
| 1         | A     | Mykolas Alekna       | Litauen        | 67,50 |       |       | 67,50   | 0Q0        |
| 2         | B     | Kristjan Čeh         | Slovenien      | 65,64 |       |       | 65,64   | 0q0        |
| 3         | A     | Henrik Janssen       | Tyskland       | 64,72 | 64,74 | x     | 64,74   | 0q0        |
| 4         | A     | Lukas Weißhaidinger  | Österrike      | 63,99 | x     | 63,86 | 63,99   | 0q0        |
| 5         | B     | Daniel Ståhl         | Sverige        | 59,01 | 63,79 | x     | 63,79   | 0q0        |
| 6         | A     | Lawrence Okoye       | Storbritannien | 62,77 | 63,62 | x     | 63,62   | 0q0        |
| 7         | A     | Clemens Prüfer       | Tyskland       | x     | x     | 63,57 | 63,57   | 0q0        |
| 8         | B     | Shaquille Emanuelson | Nederländerna  | 58,98 | x     | 63,36 | 63,36   | 0q0        |
| 9         | A     | Andrius Gudžius      | Litauen        | 60,55 | 62,44 | 63,02 | 63,02   | 0q0        |
| 10        | B     | Oskar Stachnik       | Polen          | 61,07 | 61,22 | 62,52 | 62,52   | 0q0        |
| 11        | A     | Apostolos Parellis   | Cypern         | 59,17 | 60,23 | 62,13 | 62,13   | 0q0        |
| 12        | B     | Mika Sosna           | Tyskland       | 61,08 | x     | 62,07 | 62,07   | 0q0        |
| 13        | B     | Alessio Mannucci     | Italien        | 60,28 | x     | 61,73 | 61,73   |            |
| 14        | B     | Alin Firfirică       | Rumänien       | 60,24 | 61,72 | 60,20 | 61,72   |            |
| 15        | B     | Martin Marković      | Kroatien       | 60,43 | 61,46 | 60,76 | 61,46   |            |
| 16        | A     | Simon Pettersson     | Sverige        | x     | 60,26 | 61,43 | 61,43   |            |
| 17        | B     | Marek Bárta          | Tjeckien       | 61,12 | 61,18 | 61,20 | 61,20   |            |
| 18        | B     | Martynas Alekna      | Litauen        | 58,17 | 61,18 | 60,48 | 61,18   |            |
| 19        | A     | Lolassonn Djouhan    | Frankrike      | 60,80 | 59,98 | x     | 60,80   |            |
| 20        | A     | Robert Urbanek       | Polen          | x     | 60,75 | x     | 60,75   |            |
| 21        | B     | Philip Milanov       | Belgien        | 58,19 | 59,75 | 60,49 | 60,49   |            |
| 22        | A     | Yasiel Sotero        | Spanien        | 60,37 | 59,64 | x     | 60,37   |            |
| 23        | B     | Diego Casas          | Spanien        | 60,25 | x     | x     | 60,25   |            |
| 24        | A     | Guðni Valur Guðnason | Island         | x     | 59,15 | x     | 59.15   |            |
| 25        | B     | Tom Reux             | Frankrike      | 56,92 | 56,63 | 59,06 | 59,06   |            |
| 26        | A     | Ruben Rolvink        | Nederländerna  | 58,74 | x     | 55,50 | 58,74   |            |
| 27        | A     | Emanuel Sousa        | Portugal       | x     | 58,40 | 58,72 | 58,72   |            |
| 28        | B     | Róbert Szikszai      | Ungern         | x     | x     | 58,58 | 58,58   |            |
| 29        | B     | Ola Stunes Isene     | Norge          | x     | x     | 58,03 | 58,03   |            |
| 30        | A     | Danijel Furtula      | Montenegro     | 57.22 | x     | 57,74 | 57,74   |            |

### Final
| Placering | Namn                 | Nationalitet   | #1    | #2    | #3    | #4    | #5    | #6    | Distans | Noteringar |
| --------- | -------------------- | -------------- | ----- | ----- | ----- | ----- | ----- | ----- | ------- | ---------- |
| 1         | Kristjan Čeh         | Slovenien      | 66,59 | 68,08 | x     | x     | 67,93 | 68,05 | 68,08   |            |
| 2         | Lukas Weißhaidinger  | Österrike      | 65,60 | 63,07 | 66,78 | 63,99 | 67,70 | 64,42 | 67,70   |            |
| 3         | Mykolas Alekna       | Litauen        | x     | 66,98 | x     | 67,48 | x     | x     | 67,48   |            |
| 4         | Daniel Ståhl         | Sverige        | 63,02 | 65,68 | 66,84 | x     | x     | x     | 66,84   |            |
| 5         | Henrik Janssen       | Tyskland       | 65,09 | x     | x     | x     | 65,48 | x     | 65,48   |            |
| 6         | Clemens Prüfer       | Tyskland       | 63,54 | x     | 63,08 | 62,57 | 64,60 | 62,42 | 64,60   |            |
| 7         | Andrius Gudžius      | Litauen        | 64,35 | 63,26 | 64,43 | 63,72 | x     | x     | 64,43   |            |
| 8         | Lawrence Okoye       | Storbritannien | 62,56 | 62,67 | 58,76 | 63,38 | 62,23 | 63,48 | 63,48   |            |
| 9         | Apostolos Parellis   | Cypern         | 61,53 | 61,86 | 62,53 |       |       |       | 62,53   |            |
| 10        | Oskar Stachnik       | Polen          | 62,35 | x     | 60,84 |       |       |       | 62,35   |            |
| 12        | Shaquille Emanuelson | Nederländerna  | 61,68 | 58,02 | 61,96 |       |       |       | 61,96   |            |
| 11        | Mika Sosna           | Tyskland       | x     | 59,61 | 58,44 |       |       |       | 59,61   |            |